# Arget
Arget – miejscowość i gmina we Francji, w regionie Nowa Akwitania, w departamencie Pireneje Atlantyckie.
Według danych na rok 2015 gminę zamieszkiwało 81 osób, a gęstość zaludnienia wynosiła 20,8 osób/km².